# 난관구

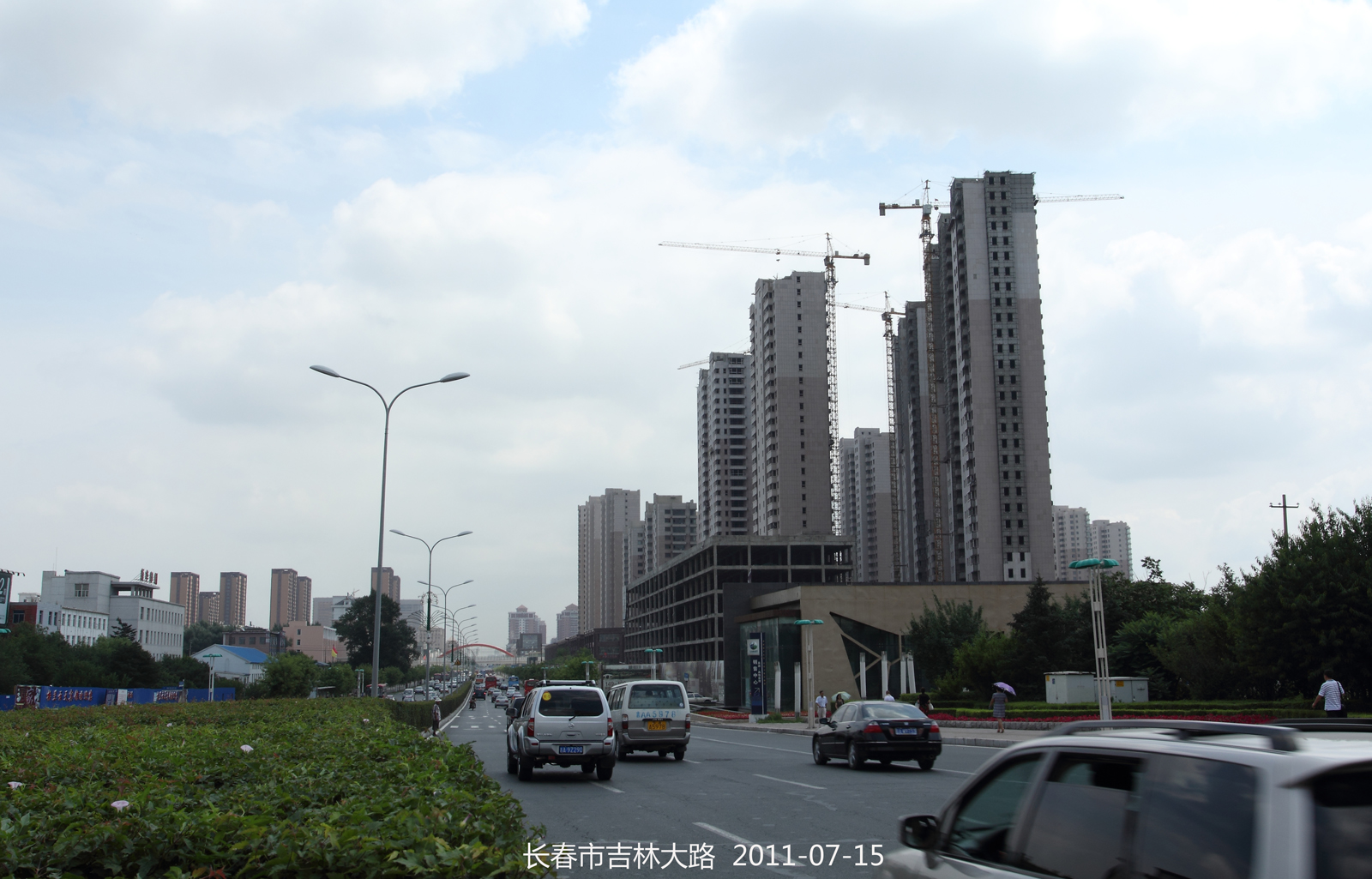

난관구(한국어: 남관구, 중국어: 南关区, 병음: Nánguān Qū)는 중화인민공화국 지린성 창춘시의 행정구역이다. 넓이는 497km2이고, 인구는 2007년 기준으로 650,000명이다.

## 행정 구역
12개 가도, 3개 진, 2개 향을 관할한다.
- 가도: 南街街道, 桃源街道, 全安街道, 永吉街道, 曙光街道, 南岭街道, 自强街道, 民康街道, 磐石街道, 清明街道, 新春街道, 西五街道.
- 진: 净月镇, 新立城镇, 大南镇.
- 향: 幸福乡, 农林乡.